# Holomitrium densifolium
Holomitrium densifolium là một loài Rêu trong họ Dicranaceae. Loài này được (Wilson) Wijk & Margad. mô tả khoa học đầu tiên năm 1962.